# Yesterday and Tomorrow
「Yesterday and Tomorrow」（イエスタデー アンド トゥモロー）は、ゆずの楽曲で、通算25枚目のシングル。2008年6月25日に発売。発売元はセーニャ・アンド・カンパニー。

## 概要
前作「ストーリー」から約4ヶ月ぶりのシングルで、前作同様CMソングのタイアップとなった。また、ツアー中に作るという新たな試みがなされた。
特典として、ゆず2人のツーショット写真が封入されている。
初動は5万枚を割った。

## 収録曲
1. Yesterday and Tomorrow（4:39）
  - 作詞：北川悠仁 / 作曲：北川悠仁・蔦谷好位置 / Produced by 蔦谷好位置 & ゆず / ストリングスアレンジ：蔦谷好位置 (agehasprings)
  - トヨタ自動車「ラクティス」「Live in ラクティス ドライブスルー編」CMソング
2. ビジネス（5:19）
  - 作詞・作曲：岩沢厚治 / Produced by 寺岡呼人 & ゆず
  - 追加公演からセットリスト入りした。

## 収録作品
- Yesterday and Tomorrow

後年発売された2枚のベスト盤を含め、全てFURUSATO制作時に録り直されたアルバムバージョンでの収録となっている。
- 『FURUSATO』
- 『YUZU YOU [2006-2011]』
- 『YUZU 20th Anniversary ALL TIME BEST ALBUM ゆずイロハ 1997-2017』

## テレビ出演
- ミュージックステーション（テレビ朝日、2008年7月11日）